# Rewol Samuilowitsch Bunin
Rewol Samuilowitsch Bunin (russisch Револь Самуилович Бунин; * 6. April 1924 in Moskau; † 3. Juni 1976 ebenda) war ein sowjetischer Komponist.

## Leben
Da Bunins Eltern begeisterte Anhänger der Oktoberrevolution waren, nannten sie ihren Sohn „Rewol“ als Abkürzung für „Revolution“. In seiner Jugend entdeckte Rewol Bunin sein Interesse für Musik. Nach Vorstudien bei Genrich Litinski trat er 1941 ins Moskauer Konservatorium ein und studierte zunächst bei Wissarion Schebalin, dann bei Dmitri Schostakowitsch Komposition. Nach Abschluss seines Studiums im Jahre 1945 wurde er Assistent Schostakowitschs am Leningrader Konservatorium. Als Schostakowitsch 1948 als vermeintlicher „Formalist“ seine Lehrtätigkeit aufgeben musste, dauerte es nicht lange, bis auch Bunin wie die meisten Schüler Schostakowitschs die Hochschule verlassen musste. Anlass war ein Konzert mit seiner Musik, der daraufhin „formalistische Tendenzen“ attestiert wurden. Bis 1953 wirkte er beim Staatlichen Musikverlag. Danach verzichtete er auf eine feste Anstellung und war als freischaffender Komponist tätig. Seine zeitlebens schwache Gesundheit (er war Asthmatiker) führte zu seinem frühen Tod im Alter von erst 52 Jahren.

## Stil
Bunin stand stark unter dem Einfluss seines Lehrers Schostakowitsch. Die Thematik, deren Entwicklung, die Harmonik, die polyphonen Strukturen wie auch eine Vorliebe für rhythmische Prägnanz lassen eindeutig das Vorbild Schostakowitschs erkennen. Seine Musik war zwar nicht besonders konservativ – so weist sie nicht selten einen recht beachtlichen Dissonanzenreichtum auf –, doch folgte Bunin ebenso wenig den neuesten Strömungen der musikalischen Avantgarde. Zeitweise experimentierte er mit gemäßigter Zwölftontechnik, doch ließ auch dieses Interesse recht bald wieder nach. Bunins Stil kann mit dem Mieczysław Weinbergs, eines anderen Schostakowitsch-Schülers, verglichen werden. Ein wichtiger Förderer seines Werks war der Dirigent Rudolf Barschai. Der Schwerpunkt seines Schaffens lag auf der Orchestermusik. Bunins Musik wurde nie besonders bekannt, weist aber eine hohe Qualität auf.

## Werke
- Orchesterwerke
  - Sinfonie Nr. 1 (1943)
  - Sinfonie Nr. 2 (1945)
  - Sinfonie Nr. 3 (1957)
  - Sinfonie Nr. 4 op. 30 (1959)
  - Sinfonie Nr. 5 a-Moll op. 32 (1961)
  - Sinfonie Nr. 6 d-Moll op. 37 (1966)
  - Sinfonie Nr. 7 (1969)
  - Sinfonie Nr. 8 g-Moll op. 41 (1970)
  - Sinfonie Nr. 9 auf Worte von Tatjana Makarowa (1974)
  - Ouvertüren
  - sinfonische Dichtungen
  - Filmmusik
- Konzerte
  - Klavierkonzert g-Moll op. 34 (1963)
  - Violinkonzert g-Moll op. 43 (1972)
  - Violakonzert G-Dur op. 22 (1953)
  - Poem für Viola und Orchester (1952)
  - Konzert für Orgel und Kammerorchester g-Moll op. 33 (1961)
- Vokalmusik
  - "Maskenball", Oper nach Lermontow (1944)
  - "Mitglieder der Volksfreiheit", Oper (1975/76, unvollendet)
  - "Führe uns, Weg", Oratorium nach Shakespeare für Sopran, Bass, Chor und Orchester op. 35 (1964)
  - Romanzen für Singstimme und Klavier oder Orchester
  - Chöre
- Kammermusik
  - Streichquartett Nr. 1 (1943/44)
  - Streichquartett Nr. 2 op. 27 (1955/56)
  - Klavierquintett (1946)
  - Klaviertrio (1946)
  - Violasonate d-Moll op. 26 (1954/55)
- Klaviermusik
  - Klaviersonate fis-Moll op. 42 (1971)
  - Sonatine d-Moll (1939)
  - Partita Nr. 1 (1947)
  - Partita Nr. 2 (1951)
  - "Kinderalbum" op. 31 (1961)